# Acidi nucleici

RNA, a sinistra, e DNA a destra

Gli acidi nucleici sono macromolecole a debole reazione acida che contengono e trasmettono l'informazione genica e sono pertanto alla base di tutti gli organismi viventi. Vi sono due classi di acidi nucleici, il DNA e l'RNA, che si differenziano per lo zucchero, uno dei loro componenti: il deossiribosio nel DNA, il ribosio nell'RNA.
Gli acidi nucleici sono polimeri lineari aperiodici prodotti dalla polimerizzazione per condensazione di monomeri chiamati nucleotidi. Questi sono formati da uno zucchero, una base azotata e alcuni gruppi fosfati.
I legami tra i tre componenti sono un legame fosfodiesterico tra il carbonio 3' e il gruppo fosfato e un legame tra il gruppo fosfato e il carbonio 5' del nucleotide seguente; la base azotata è esterna allo scheletro formato dagli altri due gruppi e si dice che "si affaccia" all'interno della catena.
Il termine "acido nucleico" fa riferimento alla presenza della maggior parte di tali molecole all'interno del nucleo cellulare negli organismi eucarioti (nel nucleoide nei procarioti). Alcune teorie prospettano che all'origine della vita vi siano stati analoghi degli acidi nucleici attuali, dotati di struttura meno complessa (vedi Ipotesi del mondo a RNA).
Esistono anche degli analoghi degli acidi nucleici, di solito artificiali, come acido peptidonucleico e altri. Trovano uso in medicina, ad esempio come antitumorali.

## Storia

La replicazione del DNA o la sintesi del DNA è il processo di copia di una molecola di DNA a doppio filamento. Questo processo è fondamentale per tutta la vita così come la conosciamo.

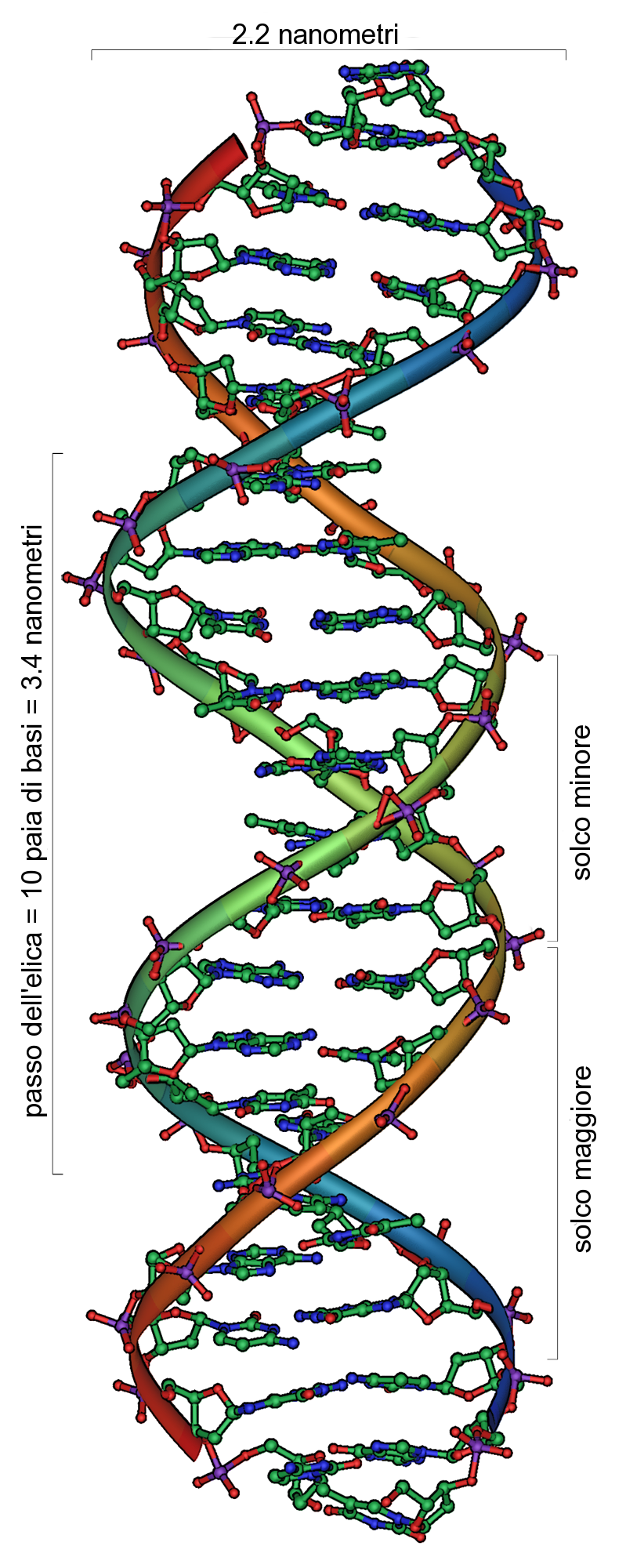
Struttura a doppia elica del DNA

La ricerca sulla struttura degli acidi nucleici ebbe inizi più lenti di quella sulle proteine, soprattutto perché gli acidi nucleici non si trovano, come invece alcune proteine fibrose, in uno stato relativamente puro. Il loro nome li definisce come contenuti nel nucleo delle cellule. Furono trovati abbondanti dapprima nel lievito e poi nel timo, ghiandola endocrina attiva fino all'adolescenza. Il fatto che assorbivano luce ultravioletta e assumevano certi colori rivelò la loro presenza in vaste quantità nei cromosomi, già noti per essere associati alle trasformazioni genetiche e alla riproduzione. Chimicamente, sono polimeri di unità di base dette nucleotidi, formati da una base azotate (purinica o pirimidinica) legata a uno zucchero pentoso (ribosio nell'acido ribonucleico, RNA, desossiribosio, nell'acido desossiribonucleico, DNA) e a un gruppo fosfato che fa da ponte tra i pentosi di due nucleotidi successivi.
Il loro difficile studio strutturale fu incominciato nel 1932 da W. T. Astbury, dopo che erano stati isolati e dopo che si era trovato che potevano essere dissolti in un liquido glutinoso, che poteva essere ridotto in filamenti rivelando una struttura polimerica fibrosa. Astbury dimostrò che i quattro nucleotidi – le purine, adenina e guanina, e le pirimidine, citosina e timina (uracile nel RNA) – si disponevano come monete ad angolo retto rispetto all'asse del filo. S. Furberg dimostrò che il cerchio delle molecole di zucchero era sistemato ad angolo retto in modo da poter essere raggiunto attraverso gli zuccheri dai fosfati per formare un polimero. Le analisi chimiche di E. Chargaff dimostrarono che il numero di purine e pirimidine era esattamente equilibrato.
F. H. C. Crick e Watson enunciarono la loro famosa ipotesi secondo la quale l'organizzazione non è a elica singola ma doppia, dato che la purina di una catena si unisce con la pirimidina in un unico avvolgimento con essa. Wilkins e Rosalind Franklin fecero in seguito una verifica analizzandole con i raggi X. Sebbene un acido nucleico contenga generalmente tutti e quattro i nucleotidi, il loro ordine preciso è quello che costituisce la caratteristica di ogni specifico acido nucleico ed è trasmesso quasi automaticamente quando una nuova ma identica molecola di acido nucleico viene deposta sull'elica della vecchia. Il panorama di questa struttura molecolare degli acidi nucleici contiene tutto quanto è necessario, in linea di principio, per permettere che un nastro, il quale porti e trasmetta informazioni, possa essere costruito nella parte più interna di ogni cellula o particella virale.

## DNA e RNA

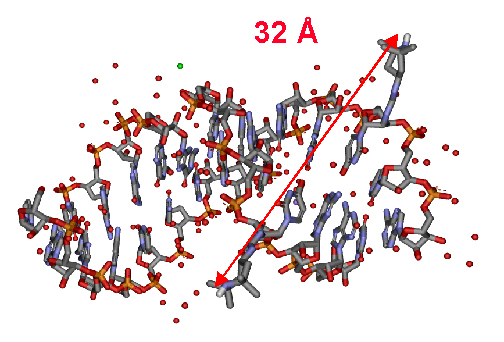
Struttura dell'RNA

Negli organismi viventi si trovano due tipi di acidi nucleici:
- DNA (acido desossiribonucleico)
- RNA (acido ribonucleico)

Tutti gli organismi contengono acidi nucleici sotto forma di DNA e RNA.
Il DNA è il depositario dell'informazione genetica che viene trascritta – ossia copiata – in molecole di RNA. L'RNA decodifica le informazioni presenti nel DNA e con queste ultime vengono utilizzate per sintetizzare le specifiche proteine.
Lo zucchero dell'RNA è il ribosio; quello del DNA è il deossiribosio o desossiribosio, che si differenziano in quanto il desossiribosio ha un atomo di ossigeno in meno rispetto al ribosio.
In entrambe le sostanze vi sono due tipi di basi azotate:
- puriniche (anello doppio): adenina e guanina
- pirimidiniche (anello semplice): timina, citosina e uracile

Le basi azotate che costituiscono il DNA sono adenina (A), guanina (G), citosina (C) e timina (T). Le basi azotate che costituiscono l'RNA sono adenina (A), guanina (G), citosina (C) e uracile (U). La doppia elica di DNA accoppia una pirimidina e una purina, l'adenina si accoppia con la timina e la citosina con la guanina. L'RNA (anche se singola catena) accoppia durante le trasmissioni e le traduzioni l'adenina all'uracile (la timina non è presente nell'RNA) e la citosina alla guanina.
Nei batteri e nelle cellule di organismi superiori, sono presenti entrambi; alcuni virus possiedono solo l'RNA (ad esempio quello della poliomielite o quello dell'AIDS); altri solo il DNA. Negli eucarioti, il DNA si trova nel nucleo e nel mitocondrio, mentre l'RNA si trova nel nucleo, ma soprattutto nel citoplasma. Al DNA spetta il mantenimento dei caratteri ereditari, mentre all'RNA spettano altre mansioni, quale la trasmissione delle informazioni contenute nel DNA verso i siti di sintesi proteica.
RNA e DNA sono molecole molto complesse: è quindi probabile che risultino dall'evoluzione di molecole esistenti precedentemente. Sebbene i loro antenati siano scomparsi dalle attuali forme viventi, sono stati creati in laboratorio diversi acidi nucleici sintetici che possiedono, ad esempio, altri zuccheri come scheletro della molecola. Un acido nucleico particolarmente interessante per queste ipotesi è il TNA (acido treofuranosilnucleico).